# Шайтан
Шайта́н (тур. Şeytan, аш-шайта́н) — в мусульманській міфології одне з імен диявола (дідька) і найнижча з категорій джинів. Аналог українського чорта. Також назва лихих духів у тюрків Поволжя. Також — прізвисько (зокрема, Івана Сірка називали урус-шайтаном, «руським чортом»).

## Етимологія і значення слова «шайтан»
Етимологічно слово «шайтан» близьке до біблійного сатана.
Слід чітко розрізняти значення слова «шайтан»:
1. замінник слова «Ібліс» (диявол).
2. назва найнижчої категорії джинів в ісламі.
3. лихий дух (часто божество) у деяких народів Поволжя.

## Шайтан-Ібліс
У першому значенні слово «Шайтан» повністю відповідає значенню поширенішого в арабів (і в Корані) слова Ібліс, проте в тюрків ця назва коранічного диявола є популярнішою. У цьому значенні часто прийняте написання слова з великої літери — Шайтан.

## Шайтани— злі джини і лихі духи
У значенні категорії коранічних джинів — надприродних безтілесих, створених з диму і вогню, істот, що служать Іблісу і найчастіше лихі до людини, то поміж інших (іфрити, сі'лати, ґулі і куртуби) шайтани є найнижчими у ієрархії джинів і найлихішими до людей.
Згідно з уявленнями мусульман кожну людину за життя супроводжують янгол і шайтан, що спонукають відповідно до добрих чи лихих вчинків. Шайтани можуть поставати перед людиною у людській подобі, іноді навіть мають імена.
Це шайтани заважають людині зосередитись на молитві, змушують забути про Бога, навчають магії і чаклунству. Той, хто тримається шайтанів, приречений нидіти у пеклі.
Відігнати від себе шайтана можна було словесною формулою:
а'узу бі-ллахі мін аш-шайтан ар-раджім
Я звертаюся до Аллаха по допомогу від шайтану, якого закидують камінням.
і подальшим читанням аятів з Корану.
Коранічні шайтани увійшли в арабський фольклор і народні вірування, ставши чимось на подобі лихих духів. Так, у часи забобонного Середньовіччя серед народів Сходу було поширене повір'я, що поети і віщуни, творячи відповідно вірші і передбачення, вимовляють слова, які навіюють їм шайтани.

## Шайтан у народів Поволжя
З поширенням ісламу на тюркські народи образ шайтанів коранічних не міг не накластися на більш ранні народні вірування і міфологію.
Відтак, у тюрків Поволжя шайтани трансформувалися у міфічних персонажів, героїв казок і вірувань. Зокрема, у татар Поволжя шайтан — лихий чорт, у чувашів Шуйттан — лихе божество, навіть у нетюркомовних удмуртів як лихий антагоніст доброму божеству Інмар іноді виступає не традиційний Керемет, а запозичений у тюрків-сусідів Шайтан.
Образ шайтана сформувався під тюркським впливом та походить від слов'янського прототипу, об'єднав якості власне удмуртських міфічних істот нижнього ряду (Вумурт, Нюлесмурт, Палесмурт). Згідно з переказами, Шайтан — це рідний брат Інмара, якого скинули з небес за непослух. Брав участь разом з ним в утворені світу: дістав землю з дна світового океану, породив хтонічних істот, «нечистих» тварин (козу, свиню тощо), комах (мух, комарів, оводів) хвороби та мори. Інмар переслідує його з часів творенні світу: карающей десницей является молния, пущенная с небес на землю во время грозы (Гудирі-муми). Ховаючись від блискавки, Шайтан може перевтілюватись і проникати в пусті предмети (наприклад в шкарлупу яйця). Полюбляє, коли його називають «власним іменем», може з'являтись при одні згадці. Аби не позвати і тим самим не накликати біди, намагаються назвати його кинутим лаптем (кутем кут). Підмінює новонароджених (шайтан воштем), відносить до себе проклятих батьками дітей та тримає у себе прислугою.

## Цікаві факти
- Урус-шайтан (Руський чорт) — прізвисько запорозького отамана Івана Сірка, яке надали турки і кримські татари. Так вважав анонімний автор «Історії русів»[1][2].